# Greta Garbo
Greta Garbo (Stockholm, 18. rujna 1905. – New York, 16. travnja 1990.), švedska glumica.
Izuzetno lijepa, visoka i vitka, lica koje odaje bogat unutrašnji život i odsutnost svake površnosti, bila je nadasve podobna za romantične uloge tajanstvenih i nedostižnih fatalnih žena. U igranom filmu prvi se put pojavljuje statirajući u Lutajućem vitezu 1921.
Jedna od prvih europskih glumica koja je postala vrhunskom holivudskom zvijezdom početkom tridesetih godina. U zlatnom razdoblju svoje karijere nanizala je velike dramatične uloge u filmovima Kraljica Kristina, Ana Karenjina, Grand Hotel i Dama s kamelijama. 1939. snimila je film koji odudara od njezinog melodramatskog stila – satiričku komediju Ninočka, koja je postigla svjetski uspjeh i nominaciju za tri Oscara. 
U skladu s ulogama bio je i njezin privatni život. Nekomunikativnu i tajanstvenu, prema mjerilima holivudske javnosti, nazivali su je "švedskom sfingom" i "misterioznom strankinjom". Tako su i njene ljubavne veze bile uglavnom predmetom nagađanja.
Nakon neuspjeha filma Žena s dva lica božanstvena se Greta Garbo 1941. zauvijek povukla s filma. 1953. nagrađena je specijalnim Oscarom za svoj doprinos filmskoj umjetnosti koji, međutim, nije osobno primila.

## Izabrana filmografija
- Anna Christie (1930.)
- Susan Lenox (Uspon i pad) (1931.)
- Mata Hari (1931.)
- Grand Hotel (1932.)
- Kraljica Kristina (1933.)
- Ana Karenjina (1935.)
- Camille (1936.)
- Ninočka (1939.)
- Žena s 2 lica (1941.)

## Vanjske poveznice
- Greta Garbo u internetskoj bazi filmova IMDb-u (engl.)
- / The Berlin Garbo Archives / Oldest german Garbo Homepage / Absolute rare pieces and rare documents
- Greta Garbo / The Legend lives on